# Адами (Катанцаро)
Адами (итал. Adami) је насеље у Италији у округу Катанцаро, региону Калабрија.
Према процени из 2011. у насељу је живело 281 становника. Насеље се налази на надморској висини од 818 м.